# 몽기미 풍경
몽기미 풍경은 한국방송공사 1TV 특집드라마이다.

## 제작진
- 기획 : 이유황
- 극본 : 김지수
- 연출 : 이현석

## 출연진
- 김도연
- 백인철
- 백찬기
- 봉혜선
- 손영춘
- 안승훈
- 이상아
- 이한수
- 전무송
- 전원주
- 정동남
- 정한용